# Ludmila Petráňová
Ludmila Petráňová (* 24. února 1946) je bývalá česká vrcholová manažerka v energetice.

## Život
Ludmila Petráňová vystudovala Fakultu jadernou a fyzikálně inženýrskou ČVUT. V 80. letech 20. století pracovala jako vedoucí odboru informatiky a organizace Pražských energetických závodů a potom vystřídala několik míst v ČEZ (členka představenstva) a dalších energetických společnostech. V roce 2001 se stala jako generální ředitelka ČEPS zodpovědnou za českou přenosovou soustavu. Od roku 2007 zastávala pozici místopředsedkyně představenstva ve státní společnosti Operátor trhu s elektřinou, a.s. a v roce 2009 se stala výkonnou ředitelkou společnosti Lumen Energy. Poté v letech 2013–2019 byla členkou dozorčí rady ve společnosti OTE, a.s. (operátor trhu s elektřinou a plynem).[zdroj?]

## Ocenění
V roce 2004 ji časopis Fortune jmenoval mezi 50 nejvlivnějšími manažerkami mimo území Spojených států amerických. V roce 2014 byla ministrem průmyslu Janem Mládkem vyznamenána rezortní medailí Jiřího z Kunštátu a Poděbrad.